# Mênstruo
Mênstruo, vulgarmente chamado de "sangue menstrual", é o nome que se dá, em medicina (ginecologia, sexologia) ao fluxo eliminado durante o período de menstruação, resultado da descamação do endométrio. Tem coloração marrom, vermelho-escuro ou bem intenso e sua textura pode ser fluida ou em coágulos. 
Como informa a ginecologista Maria Inês Pagano Gasperini, "O mênstruo tem como sinônimos: catamênio, menorreia, regras e na linguagem popular recebe as seguintes denominações: boi, chico, conjunção, costume, pingadeira, escorrência, bode, incômodo, lua, mês, paquete, período, pingadeira do mês, sangue, veículo, visita, volta da lua, etc". Envolvido em tabus e crenças, foi somente no século XX que a fisiologia do mênstruo foi compreendida.
Difere de sangramento vaginal propriamente dito, que é a perda de sangue pela ruptura de algum vaso no útero ou no seu colo, o que pode ocorrer até mesmo durante a gravidez - razão pela qual é confundido com o mênstruo: esta é uma situação que atinge uma em cinco gestantes e decorre, de acordo com a ginecologista e sexóloga Erica Mantelli, por conta de pequenos sangramentos havidos quando o embrião se instala no endométrio ou pelo deslocamento do saco embrional. Outros fatores podem provocar essa situação, em especial pela situação de maior sensibilidade do colo uterino que pode sangrar em razão de relação sexual ou exame ginecológico.